# Contea di Zhong
La contea di Zhong (cinese semplificato: 忠县; cinese tradizionale: 忠縣; mandarino pinyin: Zhōng Xiàn) è un distretto di Chongqing. Ha una superficie di 2.184 km² e una popolazione di 970.000 abitanti al 2006.